# هيسانوري تاكاهاشي
هيسانوري تاكاهاشي (باليابانية: 高橋尚成؛ بالكانا: たかはし ひさのり) هو لاعب كرة قاعدة ياباني، ولد في 2 أبريل 1975 في سوميدا في اليابان.

## وصلات خارجية
- هيسانوري تاكاهاشي على موقع دوري كرة القاعدة الرئيسي (الإنجليزية)
- هيسانوري تاكاهاشي على موقع الدوري الياباني لكرة القاعدة (الإنجليزية)
- هيسانوري تاكاهاشي على موقعبيزبول رفرنس.كوم (الدوري الرئيسي) (الإنجليزية)
- هيسانوري تاكاهاشي على موقعبيزبول رفرنس.كوم (الدوري الثانوي) (الإنجليزية)
- هيسانوري تاكاهاشي على موقع إي إس بي إن.كوم (أم.أل.بي) (الإنجليزية)
- هيسانوري تاكاهاشي على موقع مشجعي الرسوم البيانية (الإنجليزية)